# 음양사

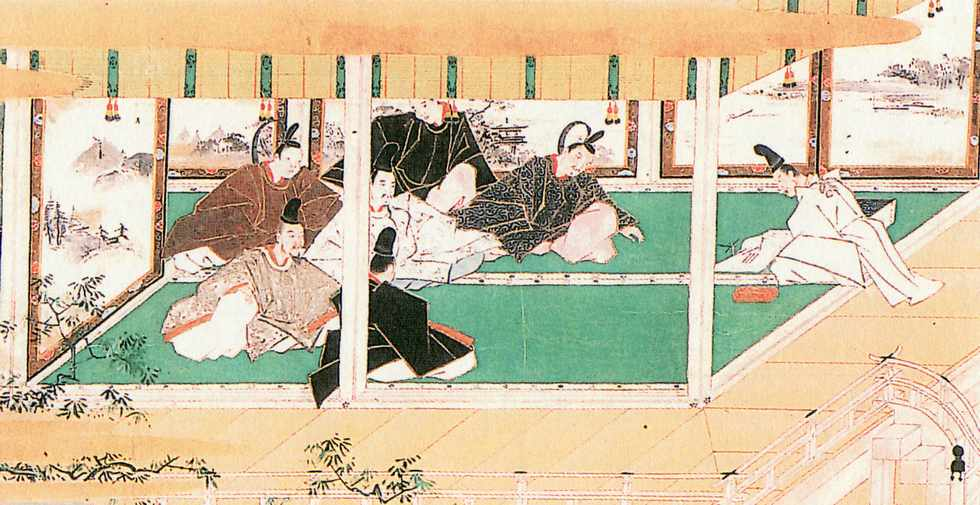
에도 시대 초기 나라에본 《타마모노마에》에서 산가지 운세를 보는 음양사. 교토 대학교 부속 도서관 소장.

음양사(일본어: 陰陽師, おんみょうじ, 온묘지)란 고대 일본의 율령 제도 하에서 음양료(일본어: 陰陽寮, 천문, 점술, 역(曆) 등을 맡아 보던 기관)에 속해 있던 관직 중 하나이다.
음양오행 사상을 기초로 한 음양도에 의해 센제이(일본어: 占筮, 점술의 일종) 및 풍수지리 등을 보던 기술직으로서 배치되었으며, 후에는 본래의 율령 규정을 넘어서서 점술, 주술, 제사 전반을 관장하게 된 직업을 가리킨다. 중세 이후에는 보통 각 지역에서 민간에서 개인적으로 점술, 주술, 제사 등을 관리하는 관직을 지니지 않은 자를 가리키게 되며, 현대에 와서는 민간에서 사적으로 기도, 점술 등을 행하는 신쇼쿠(일본어: 神職, 신사에서 일하는 직업)의 일종으로 정의되고 있다. 

## 역사

### 음양오행사상의 전래와 음양료의 발족
음양사의 전제가 되는 음양오행(陰陽五行) 사상 자체는 고대 중국의 주(周) 왕조에서 나왔다고 하지만 주 왕조 자체가 확실치 않기 때문에 전설에 가깝다. 일본에는 아스카 시대(飛鳥時代)에는 한반도의 고구려(高句麗)와 백제(百濟) 그리고 신라를 통해 음양오행이 전래된 것으로 여겨진다. 《일본서기》에는 게이타이 천황(継体天皇) 7년(512년)에 백제에서 오경박사(五經博士)를 보냈으며, 긴메이 천황(欽明天皇) 15년(554년)에는 다시 백제에서 역박사(易博士)가 왔다고 되어 있다. 원래 이들 학문은 야마토의 정치, 문화에서 그렇게 큰 영향을 드러내지 못했지만, 스이코 천황(推古天皇) 10년(602년)에 백제에서 파견한 승려 관륵(觀勒)이 쇼토쿠 태자(聖徳太子)를 비롯한 34명의 특별히 선발된 관료들에게 음양오행설을 포함한 모든 학문을 가르치고, 그 사상이 야마토의 국정에 큰 영향을 주어 처음으로 야마토에서 력(暦) 즉 원가력(元嘉暦)이 공식 달력으로 쓰이거나 불법, 음양오행사상, 역법(暦法) 등이 퍼져 쇼토쿠 태자가 17개조 헌법을 반포하고 관위 12계를 제정하는 데에도 음양오행 사상의 영향이 짙게 나타났다.
임신의 난을 일으킨 덴무 천황(天武天皇)은 난을 일으킬 무렵에 식(栻)이라는 점 치는 도구를 이용해 점을 치는 등 천문, 둔갑술의 달인으로 음양오행에도 조예가 깊었던 인물로 알려져 있는데, 덴무 4년(676년)에 음양료(陰陽寮)나 일본 최초의 첨성대(占星台)가 세워지고, 13년(685년)에 처음으로 「음양사」라는 용어가 쓰이기 시작하면서 음양오행 사상은 일본에서 더욱 떨치게 되었다. 요로(養老) 2년(718년)에 제정된 요로 율령(養老律令)에서 중무성(中務省)의 본체 조직격인 소료(小寮)로써 음양료가 설치되면서 그에 딸린 천문박사(天文博士)・음양박사(陰陽博士)・음양사・역박사(暦博士)・누각박사(漏刻博士) 등의 상설 설치가 율령으로 규정되고, 음양료는 신기관(神祇官)에 속한 복부(卜部)의 기보쿠(亀卜, 거북점)와 함께 공식적으로 식점(式占)을 다루게 되었다.
음양료는 일본의 4등관제에서 장관인 온묘노카미(陰陽頭) 이하 사무를 맡은 행정관과 기술을 맡은 각 박사 및 수습생(修習生), 그 외의 여러 서무직이 설치되었는데 기술직인 각 박사나 음양사는 대륙으로부터 전래된 기술을 맡은 만큼, 모든 학문에 필요한 한문(漢文)을 독해하는 능력을 가진 도래인이 우대되었고, 기술직의 경우 관인의 자제뿐 아니라 일반 백성도 등용될 수 있었다. 성립 초기의 음양료는 단순히 점술, 지상(地相, 지금의 풍수와 같은 것), 천체 관측, 점성(占星), 달력 작성, 길흉일 판단, 누각(물시계 시각 관리)만을 직무로 삼았다. 천문관측과 달력, 시각의 관리, 일의 길흉을 음양오행에 기초한 이론적 분석으로 예언하는 것이 음양료의 일이었고, 종교적인 의례(제사)나 주술은 대부분 신기관이나 승려가 맡았는데, 궁중에서 전각을 새로 짓거나 수리할 때의 길일을 고른다던가 토지를 살피고 방위상의 길흉을 점침으로써 천도 등에서는 중요한 역할을 맡곤 했다. 이 음양료에 배치된 기술직 가운데 점술, 지상을 도맡던 음양사만을 한정해 좁은 의미의 음양사로, 천문박사・음양박사・음양사・역박사・누각박사를 포함하는 음양료의 모든 기술직 관인들을 넓은 의미의 음양사로 규정할 수 있다. 이후 이 넓은 의미의 음양사 집단을 가리켜 「음양도」(陰陽道)라 부르기도 했다.

### 율령제 아래서의 음양사의 대우
율령제에서 음양료의 수습생으로 등용된 자를 제외한 일체의 인간, 신관이나 승려 혹은 신분상 관인부터 민간인에 이르는 이들이 천문이나 음양, 역법, 시간 계측을 배워 이재(災異)나 서상(瑞祥)을 설하는 것은 엄격히 금지되어 있었으며, 심지어 사사로이 소유하는 것도 금지되었기에, 율령제가 비교적 엄격하게 유지되었던 9세기 헤이안 시대 초기까지도 음양도는 음양료가 독점하는 국가 기밀로써 관리되었다. 이후 시대의 변화하는 추세에 맞추기 위해 율령의 세부를 고친 「격」・「식」이 종종 발호되면서 각 관서들도 관직 정원이 차츰 비대하는 경향을 보였는데, 음양료 또한 헤이안 중기까지 정원이 상당히 늘어나면서 그 제도가 이완된다.
각 성에서 기술직 관료들의 품계가 낮았던 가운데서도 음양료의 기술직 관료들은 그나마 높은 편에 속했는데, 이는 음양료가 중무성에 소속해 있었기 때문이었다. 그나마 음양료에서 행정관(4등관)의 관위는 본성인 중무성에 비하면 낮게 설정되어 있었고, 헤이안 중기에 청량전에 올라와 천황에게 주상할 수 있는 선적(仙籍)이라고도 불린 덴조비토(殿上人)는 종5위하격인 온묘노카미 뿐이었고 나머지는 모두 청량전에 오르는 것이 허락되지 못한다. 율령 제정 당시에는 행정관과 기술직(각 박사와 음양사)는 엄격히 구별되었고, 후자에는 오직 대륙이나 한반도에서 유학하고 돌아온 학문승만이 임명되도록 했는데, 승적(僧籍)에 속한 학문승들을 속세의 정권인 조정으로 출사시켜 자유롭게 사역하는 것은 당시 껄끄러운 일로 여겨졌고, 각 박사들 또는 음양사로 임명된 학문승들을 행정관으로 임명할 때도 일일이 칙령을 내려 환속을 명하도록 정한 율령 규정을 일일이 남발하는 것 또한 조심스러운 일로 여겨졌기에, 대신 연수생인 천문생이나 음양생, 역생(暦生)에는 속인의 인재를 등용하여 음양의 모든 학문을 배우게 했으며, 조정에 출사하고 사역하는 것이 자유로운 인재를 육성하였다. 이러한 운용이 후대로 내려갈 수록 차츰 모호해져서 환속도 하지 않은 학문승이 기술직에 임명되어 4등관의 상위직(특히 가미나 스케)에 전임, 또는 겸임되어 행정관으로써도 실제 활약하는 모습도 보이게 되지만, 기본적으로는 환속하지 않은 학문승 기술직 관료의 품계를 높일 경우에는 율령제의 기본인 관위상당제에 따라 기술직 관료의 직무를 가진 채로는 품계를 높일 수 없게 되어 있었고, 때문에 「권직」(権職)에 따라 행정관의 상위직을 겸무시키는 방법으로 위계를 높였다. 또한 수습생 비율도 속인 출신의 기술직 관료가 늘어 자유로운 인사 교류도 이루어지게 된다. 어쨌든 음양료에서의 기술직 관료에서 행정관으로의 전임이나 겸임은 몹시 늘어났고, 장관인 온묘노카미도 기술직 관료 출신이나 기술직 관료의 겸임이 많이 보이는 등 나라 시대부터 헤이안 시대 초기로 갈 수록 기술 계열 관청으로써의 색채도 짙어져 갔다.
그러나 조와(承和) 5년(838년)에 한반도에서 옛 백제만큼의 친밀함을 신라와는 갖지 못했으므로 불과 30명에 불과한 수습생을 중심으로 폐쇄적인 기술직 육성이 지속된 결과 헤이안 초기에는 차츰 음양료의 기관 인력이 부족해지고, 조정의 세력 다툼이 격화되면서 조정 관료들의 직무가 부족해져 음양료에서 유일한 선적(당상관)이던 온묘노카미까지 각 박사 등의 기술직 관료를 등용하는 게 아닌 단순히 조정의 한 보직으로써 이용되는 경우가 늘어났고(그나마도 장관직으로써는 말석에 해당하는 종5위하라는 관위였기에 조정 관료의 입장에서는 좌천에 가까웠다) 이 시대에서는 특히 원외배치, 즉 권직이 자주 보이다 상설화되지만, 그것은 이미 승적을 가진 자에 대한 배려가 아니라 단순히 조정에 대한 직무 만족을 주목적으로 하는 것이었다.
헤이안 중반(10세기)에는 뒤에서 서술할 가모(賀茂), 아베(安倍) 두 집안 출신들이 온묘노카미 이하 온묘료의 상위직을 거의 독점하게 됐다. 또한 두 집안이 행하는 음양 관련 업무도 본래의 관제 직무를 넘어 종교화되었으며, 이들이 셋쇼나 간파쿠를 비롯한 조정 중추에 중용되면서 종5위하를 음양료 직무의 최고 순위라고 정한 율령을 넘어 보다 상위인 종4위하까지 승진하게 된다(아베 집안은 11세기에는 종4위상까지 올랐으며, 무로마치 시대에는 쇼군 아시카가 요시미쓰의 비호를 발판삼아 늘 3위 이상의 구교에 임명되었으며, 아베 집안의 후신 즉 구교로써의 쓰치미카도 집안은 무로마치 후기부터 센고쿠 시대에는 한때 쇠퇴했다가 에도 시대부터 막부로부터 전국 음양사의 관리권을 받아 메이지 초까지 융성했다).

## 음양사를 다룬 작품
실제 관직의 음양사라기보다 헤이안 시대의 종교화, 주술화된 음양사가 지니는 오컬트적 이미지를 기초로 하여, 인간을 넘어서는 능력과 특이한 능력들(주술사적인)을 다룬 창작 작품이나 캐릭터가 주인공인 경우가 많다.

### 소설
- 《음양사》(유메마쿠라 바쿠)
- 《도쿄 레이븐즈》(카나사키 타카오미)
- 《소년음양사》(유키 미츠루)
- 《이치노세 구렌 16세 파멸》(이치노세 구렌)
- 《최강 음양사의 이세계 전생기》(코스즈 레이키지)

### 만화
- 《음양사》(오카노 레이코) - 유메마쿠라 바쿠의 소설의 만화화.
- 《관희 챠이카》
- 《쌍성의 음양사》
- 《은혼》

### 영화
- 《음양사》- 유메마쿠라 바쿠의 소설의 영화화.

### 비디오 게임
《천하제일상 거상》-게임내 사용가능 유닛 음양사.

### 모바일게임
음양사,결전!헤이안쿄

## 같이 보기
- 아베노 세이메이
- 어령신앙
- 이타코
- 음양도
- 삼백안
- 시키가미
- 시니가미
- 축시의 참배